# アルベルト・ミナ
アルベルト・ミナ（Alberto Mina、1982年5月2日 - ）は、ブラジルの男性総合格闘家。パライバ州カンピナグランデ出身。中国・香港在住。Epic MMA所属。元UCMMAウェルター級王者。アウベルト・ミーナとも表記される。

## 来歴
5歳の時にブラジリアン柔術と柔道を始めた。ジムでチームメイトの手伝いをするために総合格闘技を始め、2005年にプロデビューした。

### UFC
2014年 8月23日、UFC初参戦となったUFC Fight Night: Bisping vs. Leで安西信昌と対戦し、TKO勝ち。パフォーマンス・オブ・ザ・ナイトを受賞した。
2015年11月28日、UFC Fight Night: Henderson vs. Masvidalで秋山成勲と対戦し、僅差の判定勝ち。
2016年7月7日、 UFC Fight Night: dos Anjos vs. Alvarezで、マイク・パイルと対戦し、跳び膝蹴りでKO勝ち。

## 戦績
| 総合格闘技 戦績 | 総合格闘技 戦績 | 総合格闘技 戦績 | 総合格闘技 戦績 | 総合格闘技 戦績 | 総合格闘技 戦績 | 総合格闘技 戦績 |
| --------------- | --------------- | --------------- | --------------- | --------------- | --------------- | --------------- |
| 13 試合         | (T)KO           | 一本            | 判定            | その他          | 引き分け        | 無効試合        |
| 13 勝           | 6               | 6               | 1               | 0               | 0               | 0               |
| 1 敗            | 0               | 0               | 1               | 0               | 0               | 0               |

| 勝敗 | 対戦相手                     | 試合結果                           | 大会名                                       | 開催年月日     |
| ×    | ラマザン・エミーフ           | 5分3R終了 判定0-3                  | UFC 224: Nunes vs. Pennington                | 2018年5月12日  |
| ○    | マイク・パイル               | 2R 1:17 KO（左跳び膝蹴り）         | UFC Fight Night: dos Anjos vs. Alvarez       | 2016年7月7日   |
| ○    | 秋山成勲                     | 5分3R終了 判定2-1                  | UFC Fight Night: Henderson vs. Masvidal      | 2015年11月28日 |
| ○    | 安西信昌                     | 1R 4:17 TKO（右アッパー→パウンド） | UFC Fight Night: Bisping vs. Le              | 2014年8月23日  |
| ○    | グレン・スパーブ             | 1R 1:24 TKO（膝蹴り→パウンド）     | Rebel FC 1                                   | 2013年12月21日 |
| ○    | ボーイ・エゴーズ             | 1R 1:32 腕ひしぎ十字固め           | UFG 1                                        | 2011年8月7日   |
| ○    | ディーン・アマシンガー       | 3R 2:17 TKO（パンチ）              | UCMMA 10 【UCMMAウェルター級タイトルマッチ】 | 2010年2月6日   |
| ○    | エドジェルソン・ルア         | 1R 1:36 腕ひしぎ十字固め           | UCMMA 8 【UCMMAウェルター級王座決定戦】      | 2009年10月24日 |
| ○    | スティーブン・エリオット     | 1R 2:55 リアネイキッドチョーク     | Cage Rage 28                                 | 2008年9月20日  |
| ○    | ミシェウ・ヒベイロ           | 3R 1:31 TKO（ギブアップ）          | MCVT                                         | 2006年12月28日 |
| ○    | ホセ・エンリケ・アントン     | 1R 1:34 リアネイキッドチョーク     | ZTFN 2                                       | 2006年6月25日  |
| ○    | マイケル・スラムジェンスキー | 1R 3:55 キムラロック               | Intense Fighting 3                           | 2006年4月1日   |
| ○    | ミシェウ・ヒベイロ           | 1R 3:29 TKO（パンチ）              | Instigação Combat 1                          | 2005年10月5日  |
| ○    | ジェファーソン・フィバイル   | 1R 3:37 腕ひしぎ十字固め           | Cage Fight Nordeste                          | 2005年5月31日  |

## 獲得タイトル
- 初代UCMMAウェルター級王座（2009年）

## 表彰
- ブラジリアン柔術 黒帯三段
- 柔道 黒帯二段
- UFC パフォーマンス・オブ・ザ・ナイト（1回）[1]